# Realtime Gaming
Realtime Gaming (RTG) — компанія, яка розробляє програмне забезпечення для казино. Компанію створено в Атланті, штат Джорджія 1998 року, 2007 року її перенесено до Ередії в Коста-Рику.
RTG була придбана в січні 2007 року компанією Hastings International (Кюрасао, Нідерландські Антильські острови) яка управляється постачальником корпоративних послуг під назвою HBM Group.

## Скандал з грою Caribbean 21
2004 року гравець виграв $1,3 млн з депозиту в $1000, граючи в Caribbean 21 в онлайн-казино Hampton. Цей же гравець виграв $96000 у казино Delano, що також працювало на RTG. Казино звинуватили гравця в шахрайстві, заявивши, що він використовував автоматизовану програму гри, і відмовилися платити. Оскільки у грі казино має перевагу в 0,1 %, казино мали встановити ліміт, але цього не було зроблено, тож у гравців лишався високий шанс виграти. Остаточні розрахунки гравця з казино опубліковано не було. Згодом RTG обмежив максимальний розмір ставки в грі до $5, перш ніж повністю її видалити.

## Оператори
Одним з найбільших операторів казино RTG була група Crystal Palace, яка в 2005 році спонукала до розміщення на ринку AIM в Лондоні £ 140 млн. Група, що належить південноафриканцю Уоррену Клауду отримала того року прибуток до оподаткування у розмірі 20,4 млн фунтів стерлінгів. Казино Клауда були предметом численних скарг, особливо щодо переплати гравцям, які приймали бонуси від казино. Клауд раптово помер на своїй яхті біля Ібіци у липні 2008 року, у віці 34 років.
Окрім групи Crystal Palace, інші казино RTG стали предметом критики. На вебсайті Casinomeister ведеться список казино RTG, де декілька сайтів перераховані як «шахрайські».

## Особливості програмного забезпечення
Компанія вказує, що оператори не можуть вибирати між налаштуваннями виплат для своїх слотів та відеоігор в покер.. RTG висловили намір обмежити відповідальність оператора для кожної гри за замовчуванням до 50 000 доларів, за рахунок зменшення максимальних розмірів ставок.
Деякі казино RTG пропонують прогресивні джекпот-ігри з джек-потами, об'єднаними між усіма казино, які пропонують ці ігри. Найбільшими з цих джек-потів, як правило, є джекпот Піньяти та Ацтекські мільйони. У порівнянні з аналогічними розмірами джекпотів у кілька мільйонів доларів, що пропонуються конкуруючими розробниками ігор, такими як Microgaming або Playtech, ці джек-поти виграють рідко, і повільний темп зростання кількості їх користувачів говорить про те, що вони не особливо популярні. Крім того, непрогресивна RTG «Реальна серія» ігрових автоматів можуть бути сконфігуровані з багаторівневими випадковими прогресивними джек-потами, локальними для певного казино, або групи казино, якими керує той самий оператор. Ці місцеві джек-поти можна виграти випадковим чином і незалежно від вирівнювання символів на ігрових барабанах та на будь-якому спіні. Оператори можуть налаштовувати джек-поти для кожної гри або групувати кілька ігор разом.
Розробники ігрових автоматів, такі як RTG, почали випускати відеоігри на основі кабінету із збільшенням кількості спеціальних функцій, таких як Гарантія функцій, Піраміда джекпотів, Джекпот точки кипіння, Suit 'em Up, Вегас з трьома картками. Крім того, найпопулярніші ігри були перенесені у мобільні версії, і такі функції, як Миттєва гра та Завантаження, також доступні для усіх казино, що працюють на базі ПЗ RTG. Мабуть, найбільший прорив у слот іграх другої половини 20 століття відбувся завдяки впровадженню слотів з кількома виграшними лініями.